# Further Beyond Records
Further Beyond Record foi um selo emo/punk de Downers Gorve, Illinois, dirigido por Basil Shadid, que funcionou de 1992 a 1994

## Álbuns Lançados
1. Heel - "Slipped My Mind", demo 7"
2. Trigwater - "33", demo 7"
3. Silence - "Duration of", 7"
4. Cap'n Jazz - "Boyz 16-18 Years... Age of Action", demo 7"
5. Heel - "Efforts", demo 7"
6. Picking More Daisies - compilação com Cap'n Jazz, 8-bark, Friction, Dipole Moment, Heel etc.
7. A Very Punk Chistmas - compilação com Gauge, Sidekick Kato, 88 Fingers Louie, The fighters, Blue Meanies, Cap'n jazz, The bollweevils and Oblivion. Lançamento conjunto com Rocco Records